# Énasidénib
L'énasidénib (INN, nom commercial Idhifa) est un médicament indiqué dans le traitement des leucémies aiguës myéloïdes récidivantes ou réfractaires chez les personnes présentant des mutations spécifiques du gène de l'isocitrate déshydrogénase 2 (IDH2). C'est un inhibiteur de l'IDH2. Il a été développé par Agios Pharmaceuticals et est concédé à Celgene sous licence.

## Autorisation de mise sur le marché
Aux États-Unis, la FDA a accordé l'autorisation de mise sur le marché en 2017 au laboratoire Celgène. En France, il est disponible via une autorisation temporaire d'utilisation.

## Effets indésirables
Un des effets indésirable est la survenue d'un syndrome de différentiation (en).